# مارینر اکلز
مارینر اکلز (انگلیسی: Marriner S. Eccles; ۹ سپتامبر ۱۸۹۰ – ۱۸ دسامبر ۱۹۷۷) سیاست‌مدار اهل ایالات متحده آمریکا بود.
وی هفتمین رئیس بانک مرکزی آمریکا بود.